# Banca centrale di Malta
La Banca centrale di Malta (in maltese: Bank Ċentrali ta’ Malta) è la banca centrale della Repubblica di Malta. Fu fondata il 17 aprile 1968 e nel maggio 2004, quando Malta si unì all'Unione europea, divenne parte integrante del sistema europeo delle banche centrali. Era responsabile, tra le altre cose, dell'emissione della valuta maltese, prima che Malta adottasse l'euro nel 2008.
La Banca centrale di Malta si trova in un edificio dei primi del XX secolo. Completato nel 1924, la banca occupò l'edificio dal 1967, ma fece un accordo per la locazione dei locali nel 1968, con un contratto della durata di quasi cento anni. L'interno fu quindi demolito nel 1968, mantenendo la facciata neoclassica, e dal 2004 l'edificio è stato acquistato dal governo di Malta e dalla banca.

## Governatori
| Nominativo           | Mandato                                         |
| -------------------- | ----------------------------------------------- |
| Philip L. Hogg       | 17 aprile 1968 – 31 marzo 1972                  |
| Borge Andersen       | 1 aprile 1972 – 16 marzo 1973                   |
| R. J. A. Earland     | 17 marzo 1973 – 25 gennaio 1974                 |
| Henry C. de Gabriele | 1 settembre 1985 – 6 novembre 1986 (ad interim) |
| Anthony P. Galdes    | 3 giugno 1987 – 2 giugno 1993                   |
| Francis J. Vassallo  | 15 settembre 1993 – 30 settembre 1997           |
| Emanuel Ellul        | 1 ottobre 1997 – 30 settembre 1999              |
| Michael C. Bonello   | 1 ottobre 1999 – 30 giugno 2011                 |
| Josef Bonnici        | 1 luglio 2011 – 30 giugno 2016                  |
| Mario Vella          | 1 luglio 2016 - 31 dicembre 2020                |
| Edward Scicluna      | 1 gennaio 2021 - in carica                      |